# Марьино (Починковский район)
Марьино — деревня в Починковском районе Смоленской области России. Входит в состав Климщинского сельского поселения. Население — 237 жителей (2007 год).
Расположена в центральной части области в 16 км к юго-востоку от Починка, в 16 км восточнее автодороги А141 Орёл — Витебск. В 12 км западнее деревни расположена железнодорожная станция Энгельгардтовская на линии Смоленск — Рославль.

## История
В годы Великой Отечественной войны деревня была оккупирована гитлеровскими войсками в июле 1941 года, освобождена в сентябре 1943 года.